# Pelargonium radens
Pelargonium radens là một loài thực vật có hoa trong họ Mỏ hạc. Loài này được H.E. Moore mô tả khoa học đầu tiên.

## Hình ảnh

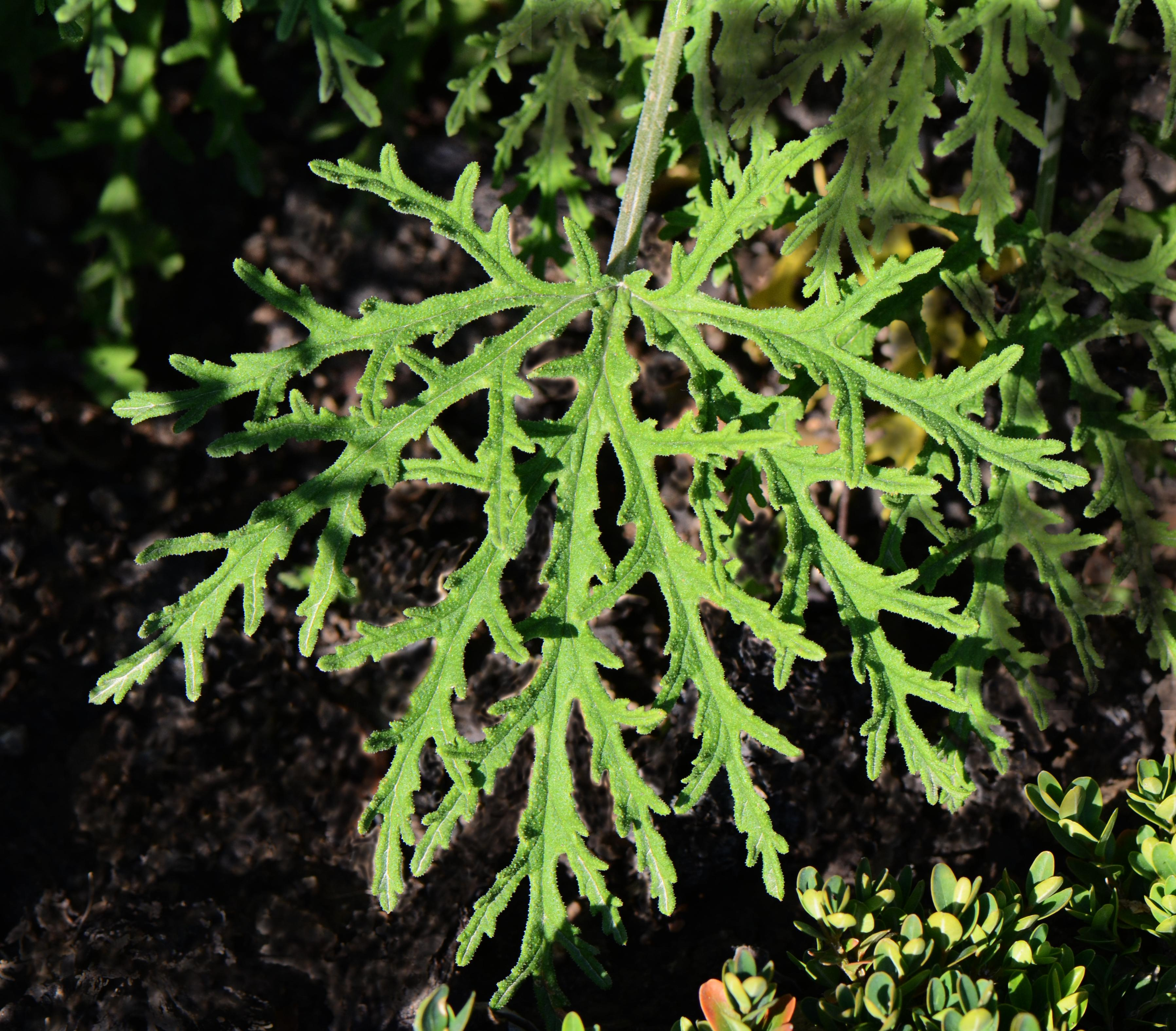